# Cal·lixè de Rodes
Cal·lixè de Rodes (en grec antic Καλλίξενος "Kallíxenos", en llatí Callixenus) fou un escriptor grec contemporani de Ptolemeu II Filadelf (284 aC-246 aC) autor de dues obres avui perdudes.
- Una obra que portava per títol περὶ Ἀλεξανδρείας, tenia com a mínim 4 llibres i va ser molt utilitzada per Ateneu de Naucratis.
- Un catàleg d'escultors i pintors ζωγράφων τε καὶ ἀνδριαντοποιῶν ἀναγραφή. Foci diu que Sòpater de Pafos n'havia fet un epítom.[1]